# Татарская учительская школа
Здание Татарской учительской школы (дом Я. Я. Бутягина, официально: дом, в котором в 1897—1902 гг. учился известный татарский революционер Хусаин Ямашев) — историческое здание в Казани, в Старо-Татарской слободе, на улице Габдуллы Тукая. Построено в конце XVIII — начале XIX века. Объект культурного наследия регионального значения.

## История
Здание выстроено в конце XVIII — начале XIX века. Известно, что его владельцем в начале 2-й половины XIX века был надворный советник Яков Яковлевич Бутягин, крещёный еврей, мещанин, разбогатевший и получивший личное дворянство. В 1876 году в доме открылась Татарская учительская школа — первое светское учебное заведение для татар. Преподавание велось на русском языке, образование включало четыре класса. Среди её выпускников были: депутат Садри Максуди, театральный деятель И. Кудашев-Ашказарский, писатели Г. Кулахметов, Г. Исхаки, Ш. Сюнчелей, революционер Х. Ямашев (в его честь на здании размещена мемориальная доска), политик М. Султан-Галиев, военный Х. Мавлютов, филологи М. Курбангалиев и Г. Алпаров, химик Г. Камай и другие. Школа нанимала здание у наследников Бутягина до 1914 года, когда оно было выкуплено Министерством народного просвещения. В 1917 году школа была закрыта. Здание позднее занимал Дом пионеров, а до 1970-х гг. в нём был детский сад. До настоящего времени в доме находится медико-фармацевтический колледж КГМУ.

## Педагоги
В разные годы в школе преподавали Ш.Марджани, В.В.Радлов, Ш.И.Ахмеров, М.Н.Пинегин, К.Насыри и др. Многие из них были и профессорами Казанского Императорского университета.

## Архитектура
Дом кирпичный, двухэтажный. Имеет сложную форму в плане. Как жилой дом, первоначально имел анфиладную планировку второго этажа. Позднее перепланирован под школу. На главном фасаде 12 оконных осей, окна нижнего этажа имеют замковые камни, верхнего — плоские сандрики. Ряд межоконных проёмов заняты пилястрами. Главный вход в здание — с главного фасада, расположен справа от центральной его оси. Место входа выделено не только пилястрами, но и лопатками с рустом. Над входом во 2-й половине XIX века был добавлен металлический балкон, который поддерживают ажурные кронштейны. Здание венчает широкий фриз, далеко вынесенный карниз и ступенчатый аттик. В первом этаже сохранились сводчатые помещения.